# Thaumatoperla robusta
Thaumatoperla robusta is een steenvlieg uit de familie Eustheniidae. De wetenschappelijke naam van de soort is voor het eerst geldig gepubliceerd in 1921 door Tillyard.